# Pennisetum pedicellatum
Pennisetum pedicellatum är en gräsart som beskrevs av Carl Bernhard von Trinius. Pennisetum pedicellatum ingår i släktet borstgräs, och familjen gräs. Utöver nominatformen finns också underarten P. p. unispiculum.

## Bildgalleri

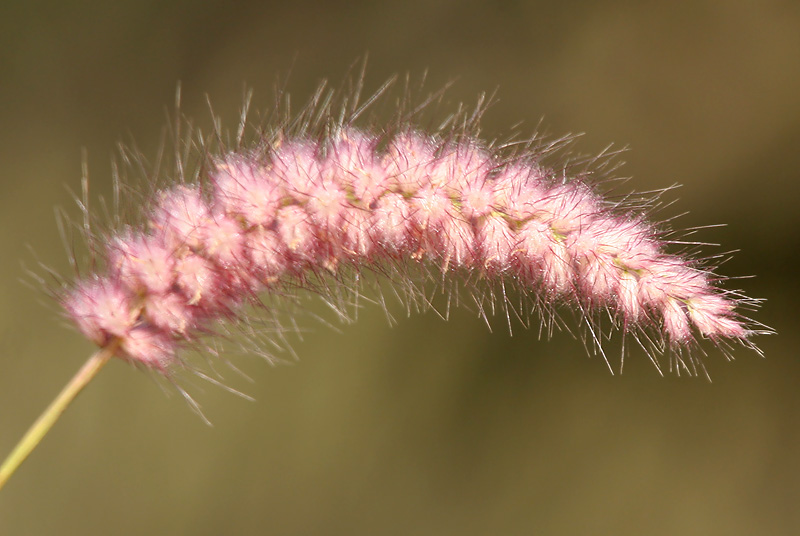
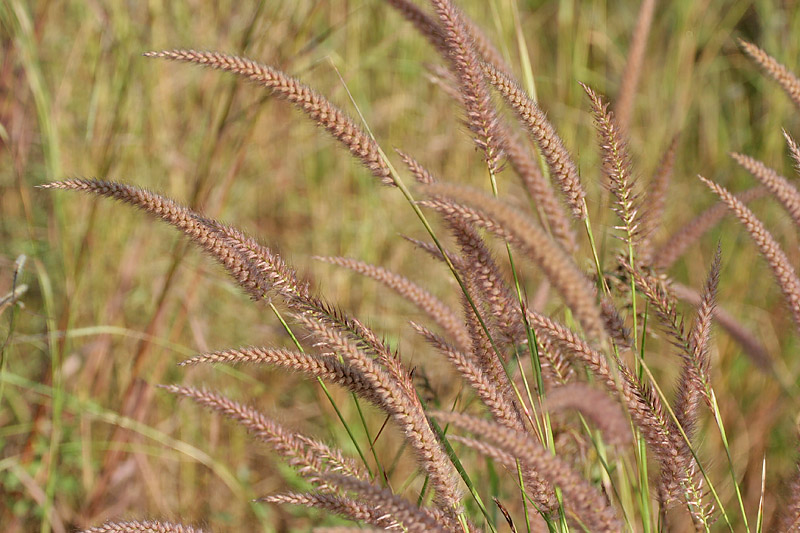
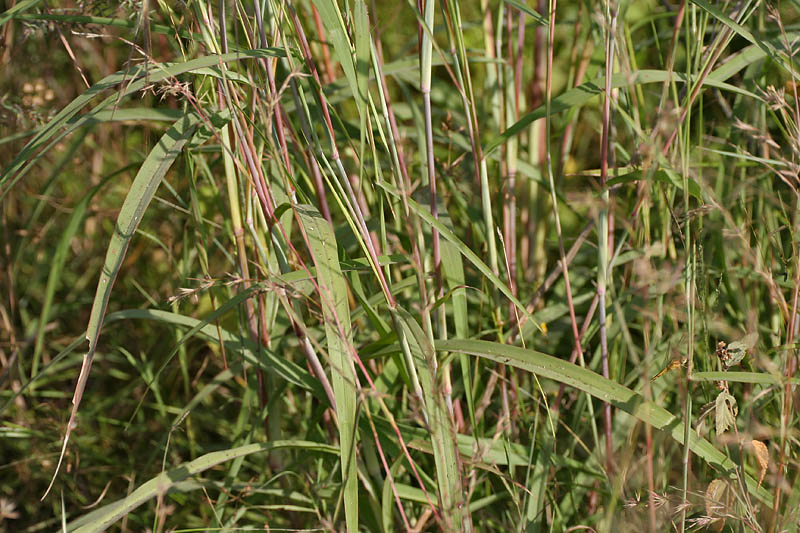
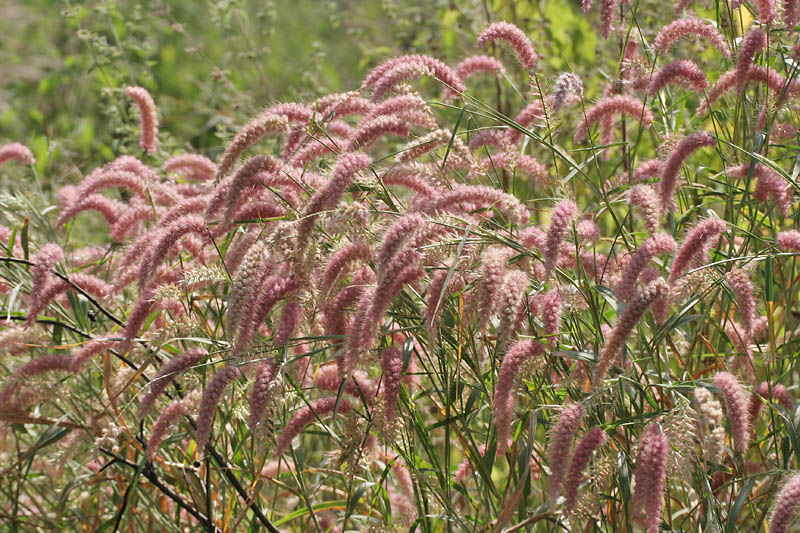